# Чжан Сюань
Чжан Сюань (張萱, дати життя невідомі) — один з провідних китайських художників часів династії Тан, працював у жанрі «живопис фігур», розквіт творчості прийшовся на 714–742 роки.

## Життєпис
Народився у м. Цзінчжао (в районі сучасного м.Сіань, провінція Шеньсі). Про життя Чжан Сюань відомо тільки, що він працював при дворі імператора Сюань-цзуна (712–756).

## Творчість
Чжан Сюань працював переважно в станковому живопису та уславився серед сучасників як неперевершений майстер сцен придворного життя. Він малював хлопців зі знатних родин, осідланих коней, види імператорських парків, портрети ґречних дружин. У китайській традиційній естетиці Чжан Сюань визнається засновником особливого тематичного спрямування в рамках жень-у («живопис фігур») — «красуні» (ши-нюй), зосередженого на сценах з життя двору і знаті, насамперед, мешканок гарему.
Відомі дві роботи Чжан Сюань, обидві в копіях XI–XII ст.: «Дао лянь ту» («Приготування шовку», 37х147 см, шовк, фарби. Музей витончених мистецтв, м.Бостон) і «Гого фу-жень ючуньту» («Прогулянка навесні знатних дам з володіння Го», 52х148 см, шовк, фарби. Ляонінський провінційний музей, м.Шеньян, провінція Ляонін).
На першому сувої представлена сцена повсякденного життя мешканок гарему, зайнятих належними їм жіночими ремеслами. Сувій складається з декількох відносно самостійних композиційних фрагментів: в одному показано чотирьох дам, що стоять у повний зріст та розтирають щось у великій дерев'яній ступці. В інших епізодах ми бачимо сім «красунь»: трьох сидячих, дві з яких прядуть, а одна шиє, примостившись на маленькій табуретці; та чотирьох, що натягують нитки основи (тобто здійснюють одну з ткацьких операцій). У ще одній сцені показано двох дам, що грають на струнному музичному інструменті цинь (цитрі). Попри дискретність композиції, витвір відрізняється художньою цілісністю і справжньою невимушеністю в розташуванні фрагментів та окремих фігур, зображених живо й правдиво, оскільки художник вільно володів прийомами передачі людського тіла в русі, а також в різних позах і ракурсах. Деяких персонажів показано зі спини, що не позбавляє їх виразності. Колорит засновано на яскравих, але теплих тонах з переважанням зеленого та жовтувато—коричневого, що створюють атмосферу домашнього затишку.

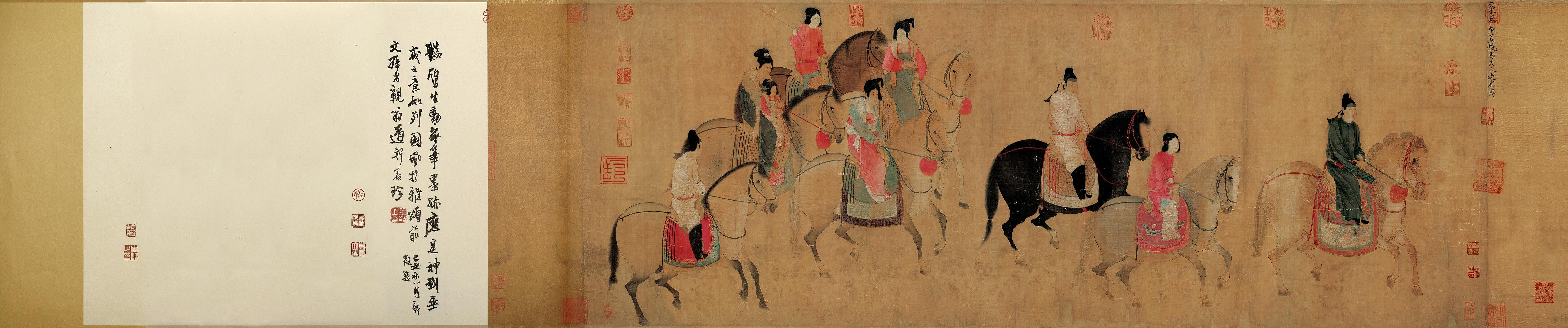
«Прогулянка навесні знатних дам з володіння Го»

На другому сувої настільки ж артистично зображено кавалькаду з шести дам у супроводі двох чоловіків, одну з жінок показано на коні разом з маленькою донькою. Подробиці зовнішнього вигляду персонажів настільки ретельно опрацьовані, що помітні навіть деталі дамських зачісок та головних прикрас. Вершник, який очолює кавалькаду, одягнений в одяг темного кольору, що відразу ж виділяє його на тлі інших дійових осіб. Нарядні сукні дам виконані в елегантних рожево—сірих тонах. Фігури коней не тільки пластичні, але й відзначені динамікою, при цьому від уваги живописця не вислизнули нюанси їх зовнішнього вигляду — тип масті, малюнок ретельно укладених грив і хвостів, орнаменти кінської збруї. Робота пензля та колірне рішення картини надають їй настрій святкової урочистості і присмак вишуканої рафінованості, що доносить до нас атмосферу придворного життя танської епохи.